# Craig Au Yeung Ying Chai
Pour les articles homonymes, voir Yeung.
Craig Au Yeung Ying Chai, né le 24 mai 1963, est un auteur de bande dessinée hong-kongais.

## Biographie
Diplômé en communication visuelle et en philosophie de l'École polytechnique de Hong Kong, Craig Au Yeung exerce dans plusieurs domaines d'activité : producteur d'émissions de radio, disc-jockey, directeur artistique dans le domaine musical et radiophonique. Il est notamment le fondateur de la revue Cockroach, au format 30 x 40 cm, qui rassemblait des auteurs de Hong Kong, de Taïwan et de Chine continentale.
Craig Au Yeung a participé au Comix 2000.